# Weskarini
Weskarini (Algonkin Proper, La Petite Nation, Little Nation, Ouaouechkairini, Ouassouarini, Ouescharini, Ouionontateronon, Petite Nation), ime za Algonquin Indijance u najužem smislu, koji su u prošlosti živjeli zapadnije od današnjeg Montrelala na rijekama Lievre i Rouge prema skupini poznatoj kao Kichesipirini u dolini rijeke Ottawa. Pokršteni su, kao i Kichesipirini izmeđi 1630 i 1640., a 1644. pobjegli su u zemlju Hurona pred napadima ratobornih Irokeza. Nestali su.